# New York Film Critics Circle Awards 2004
La 70ª edizione della cerimonia dei New York Film Critics Circle Awards, annunciata il 13 dicembre 2004, si è tenuta il 9 gennaio 2005 ed ha premiato i migliori film usciti nel corso del 2004.

## Vincitori e candidati

### Miglior film
- Sideways - In viaggio con Jack (Sideways), regia di Alexander Payne
- Se mi lasci ti cancello (Eternal Sunshine of the Spotless Mind), regia di Michel Gondry
- Million Dollar Baby, regia di Clint Eastwood
- Kinsey, regia di Bill Condon

### Miglior regista
- Clint Eastwood - Million Dollar Baby
- Zhang Yimou - La foresta dei pugnali volanti (Shi mian mai fu)

### Miglior attore protagonista
- Paul Giamatti - Sideways - In viaggio con Jack (Sideways)
- Jamie Foxx - Ray
- Don Cheadle - Hotel Rwanda
- Clint Eastwood - Million Dollar Baby

### Miglior attrice protagonista
- Imelda Staunton - Il segreto di Vera Drake (Vera Drake)
- Kate Winslet - Se mi lasci ti cancello (Eternal Sunshine of the Spotless Mind)
- Annette Bening - La diva Julia - Being Julia (Being Julia)

### Miglior attore non protagonista
- Clive Owen - Closer
- Thomas Haden Church - Sideways - In viaggio con Jack (Sideways)

### Miglior attrice non protagonista
- Virginia Madsen - Sideways - In viaggio con Jack (Sideways)

### Miglior sceneggiatura
- Alexander Payne e Jim Taylor - Sideways - In viaggio con Jack (Sideways)
- Charlie Kaufman - Se mi lasci ti cancello (Eternal Sunshine of the Spotless Mind)

### Miglior film in lingua straniera
- La mala educación, regia di Pedro Almodóvar • Spagna

### Miglior film di saggistica
- Fahrenheit 9/11, regia di Michael Moore
- Tarnation, regia di Jonathan Caouette

### Miglior film d'animazione
- Gli Incredibili - Una "normale" famiglia di supereroi (The Incredibles), regia di Brad Bird

### Miglior fotografia
- Christopher Doyle - Hero (英雄)

### Miglior opera prima
- Joshua Marston - Maria Full of Grace

### Menzione speciale
- Milestone Films